# 米斯本·西迪
米斯本·西迪（1960年2月17日—），馬來西亞羽球運動員，為著名羽球家族－西迪兄弟的老大。曾贏得1982年世界盃男子單打亞軍。目前擔任馬來西亞國家羽球代表隊教練。
2008年8月27日，米斯本·西迪接受马六甲州首長封賜帶有拿督稱號的DMSM勛銜，以表揚他協助弟子李宗偉為國家奪取首枚奧運會羽球男單銀牌的功勞。

## 成就
- 1981, 1982, 1983, 1984, 1986, 1987 馬來西亞全國冠軍
- 1981, 1983 德國公開賽冠軍
- 1982, 1983 世界盃亞軍
- 1982, 1983 瑞典公開賽冠軍
- 1983 加拿大公開賽冠軍
- 1983 肯尼士盃亞軍
- 1986 全英公開賽亞軍
- 1986 馬來西亞公開賽亞軍
- 1987 新加坡公開賽冠軍
- 1987 台北名人賽冠軍
- 1988 世界羽毛球大獎賽亞軍
- 1988 湯姆斯盃亞軍（男子團體賽）

## 榮譽
- 马来西亚
  -  護國有功勳章 (A.M.N.) (1982)[2]
  -  皇家效忠勳章 (B.S.D.) (1988)[2]
  -  犧牲奉獻勛章（英语：Order of Meritorious Service） (PJN)－拿督 (2021)[3]
- 马六甲 :
  -  馬六甲榮譽勳章 (DMSM)－拿督 (2008)